# Galócafélék
A galócafélék (Amanitaceae) az Agaricomycetes osztályának és a kalaposgombák (Agaricales) rendjének egyik családja. A család legfontosabb nemzetsége az Amanita, Európában a Limacella nemzetség képviselői fordulnak még elő. A szakirodalomban sokáig a csiperkefélék (Agaricaceae) családjába sorolták e gombákat, néhány szerző pedig a csengettyűgombafélék (Pluteaceae) alcsaládjának tarja őket.
A galócafélék fajai általában erdőben élő, a fákkal mikorrhizát képző gombák. Közös jellemzőjük a fiatal példányokat borító teljes burok, amelynek felrepedését követően fejlődik ki a gomba.
A család számos súlyosan – köztük több halálosan – mérgező fajt tartalmaz, de vannak közöttük jó, ehető gombák is.

## Fontosabb fajok
- császárgalóca (Amanita caesarea)
- fehér galóca (Amanita verna)
- gyilkos galóca (Amanita phalloides)
- izzadó nyálkásgalóca (Limacella guttata)
- légyölő galóca (Amanita muscaria)
- párducgalóca (Amanita pantherina)
- piruló galóca (Amanita rubescens)
- szürke galóca (Amanita excelsa)